# Мендоса, Диего Уртадо де (1-й герцог Инфантадо)
Диего Уртадо де Мендоса-и-Суарес де Фигероа (исп. Diego Hurtado de Mendoza y Suárez de Figueroa; 25 сентября 1417, Гвадалахара — 25 января 1479, Мансанарес-эль-Реаль) — кастильский дворянин и политик, сеньор дома Мендоса и де ла Вега, носил титулы — 1-й герцог дель Инфантадо, 2-й маркиз де Сантильяна, 2-й граф Реал-де-Мансанарес и 4-й сеньор де Ита и Буитраго.

## Биография
Старший сын Иньиго Лопеса де Мендосы, 1-го маркиза Сантильяна (1398—1458), и Каталины де Фигероа. Братья — Педро Гонсалес де Мендоса, известный как кардинал Мендоса, и Иньиго Лопес де Мендоса-и-Фигероа, 1-й граф Тендилья.
Он унаследовал титул маркиза Сантильяна, когда его отец умер в 1458 году, а от своего дяди по отцовской линии, Гонсало Руис де ла Вега, он унаследовал города Кастрильо-де-Вильявега, Гуардо, Тордеумос и от своей племянницы Каталины Лассо де Мендоса, город Вальфермосо-де-лос-Согас.
Покровитель изящных искусств, он спонсировал строительство прекрасного замка Мансанарес-эль-Реаль и инициировал проект Паласио-дель-Инфантадо в Гвадалахаре.
Враг фаворита короля Хуана Пачеко, маркиза Вильены, он способствовал возвышению при дворе Бельтрана де ла Куэва, 1-го герцога Альбуркерке, женив его в 1462 году на своей дочери Менсии.
Во время Гражданской войны в Кастилии, начавшейся в 1465 году, он сначала был сторонником инфанты Хуаны ла Бельтранехи, хотя с 1473 года усилиями его брата кардинала Мендосы до визита папы римского Александра VI в Кастилию он перешел на другую сторону, чтобы поддержать католических монархов после тайной встречи с ними.
Король Кастилии Энрике IV скончался в декабре 1474 года. Его вооруженная верность правам Изабеллы Католички против португальского вторжения была отмечена в 1475 году титулом герцога Инфантадо. В том же году он получил должность президента Королевской аудиенции и канцелярии Вальядолида.
Он составил завещание 14 июня 1475 года, находясь в монастыре Лупиана, и умер 25 января 1479 года.

## Браки и потомство
Диего Уртадо де Мендоса заключил первый брак в декабре 1436 года с Бриандой де Луна, дочерью Хуана Уртадо де Мендоса-и-Кастилья, 4-го сеньора Мендивиля, Мартиоды, Морона-де-Альмасана, Гормаса и Нанклареса, и его второй жены Марии де Луна, а также внучке по отцовской линии Хуана Уртадо де Мендоса эль Мозо, 2-го сеньора Альмасана (1329—1404), и его жены Марии Теллес де Кастилья, 2-й сеньоры Кастаньеда и дочери Тельо Альфонсо де Кастилья. У них были следующие дети:
- Иньиго Лопес де Мендоса-и-де-ла-Вега, 2-й герцог Инфантадо (1438—1500), старший сын и наследник отца
- Хуан де Мендоса. Отец оставил ему города Беленья и Вальфермосо-де-лас-Согас
- Педро Гонсалес де Мендоса, которому его отец в своем завещании завещал Кастрильо де Вильявега, Гуардо и Тордеумос
- Антонио де Мендоса. Его отец оставил ему и его брату Гарсии 80 400 маравидов, расположенных в равных частях в городе Гвадалахара и Мериндад-де-Льебана. Он оговорил, что, если первенец, Иньиго, захочет их, он может взять их, если даст каждому из своих братьев по 200 вассалов, как это и произошло
- Гарсия Ласо де Мендоса, шестой настоятель Соборной церкви Сантильяна-дель-Мар.
- Каталина де Мендоса, умершая после 15 июня 1496 года, даты, когда она составила завещание, вышла замуж за Алонсо Рамиреса де Арельяно, 1-го графа Агилар де Инестрильяс и сеньора Камероса, сына Хуана Рамиреса де Арельяно, сеньора де лос Камерос, и Изабель Энрикес
- Мария Уртадо де Мендоса-и-Луна (ум. 10 декабря 1506), вышла замуж 5 октября 1487 года за Диего Фернандеса де Кордова-и-Каррильо де Альборнос, 2-го графа Кабры
- Менсия де Мендоса-и-Луна (ум. до 28 июля 1477), составила завещание в Куэльяре 11 января 1476 года и умерла примерно через десять дней. Она была первой женой Бельтрана де ла Куэва, 1-го герцога Альбуркерке, за которого вышла замуж в 1462 году.

Он заключил второй брак в 1467 году с Изабель Энрикес де Норонья, дочерью Руи Васа Перейры и Беатрис де Норонья, внебрачной дочерью графа Альфонсо Энрикеса. В своем завещании ее муж оставил Юнкеру для нее и ее дочерей с условием, что старший сын, Иньиго, сможет купить его. По этой ссылке у него было еще две дочери:
- Ана де Мендоса, замужем за Хуаном Пересом де Кабрера-и-Бобадилья, 2-м маркизом Мойя (1456—1533).
- Беатрис де Мендоса, вышла замуж за Диего де Кастилья, III лорда Гора.